# بيلي هانكس
بيلي هانكس (بالإنجليزية: Bailey Hanks)‏ هي مغنية وممثلة أمريكية، ولدت في 6 فبراير 1988 في أندرسون في الولايات المتحدة.

## وصلات خارجية
- بيلي هانكس على موقع IMDb (الإنجليزية)
- بيلي هانكس على موقع قاعدة بيانات برودواي على الإنترنت (الإنجليزية)
- بيلي هانكس على موقع قاعدة بيانات الفيلم (الإنجليزية)